# グリエルモ・ステンダルド
グリエルモ・ステンダルド（Guglielmo Stendardo、1981年5月6日 - ）は、イタリア・ナポリ出身の元サッカー選手。現役時代のポジションはDF。
弟のマリアーノ・ステンダルドもサッカー選手。

## 経歴
地元SSCナポリの下部組織出身。1998年にUCサンプドリアへ移籍した。その後、サレルニターナ・カルチョ1919、カルチョ・カターニアへのレンタル移籍を経て、2004年7月1日にペルージャ・カルチョへ完全移籍。2005年7月17日にはSSラツィオへ移籍した。
ラツィオではセンターバックの定位置を確保し、2006-07シーズンのリーグ3位躍進に貢献した。2007年12月15日のユヴェントスFC戦で敗れると、デリオ・ロッシ監督と起用法を巡って衝突。翌年1月27日にそのユヴェントスにレンタル移籍となった。ここではジョルジョ・キエッリーニ、ニコラ・レグロッターリエ、ジョナタン・ゼビナに次ぐ4番手扱いで5試合の出場に留まり、9月1日にUSレッチェへレンタル移籍。クラブの2部降格は防げず、2009年7月17日にレンタルバックした。
復帰後もジュゼッペ・ビアーヴァやアンドレ・ディアスの加入、さらにはモビト・ディアキテの台頭もあって出番には恵まれず、2012年1月18日にアタランタBCへレンタル移籍。16試合に出場し、シーズン終了後に完全移籍となった。
2017年1月3日、デルフィーノ・ペスカーラ1936とシーズン末までの契約を締結した
2018年2月に現役を引退。その後はグイド・カルリ社会科学国際自由大学 (LUISS) に入学する。12月には同大学の選手として現役復帰した。

## 代表歴
アンダー世代のイタリア代表選出経験がある。

## 人物・エピソード
- 2008年に大学の法学部を卒業しており、将来は弁護士を目指している[4]。

## タイトル
ナポリ
- コッパ・イタリア・プリマヴェーラ（英語版）: 1996-97

ラツィオ
- スーペルコッパ・イタリアーナ : 2009-10